# 大阪府立高石高等学校
大阪府立高石高等学校（おおさかふりつ たかいし こうとうがっこう、英: Osaka Prefectural Takaishi High School）は、大阪府高石市にある公立の高等学校。

## 概要
1977年に新設された。高石市に唯一ある公立高校で、略称は「たか校」。
教育課程は全日制課程で、普通科を設置。数学科では少人数授業を実施し、2002年（平成14年）から毎朝10分間、「朝の読書」活動として、生徒が自由に選んだ書籍を全校一斉に読む時間を設けている（ただしマンガ・雑誌・教科書・受験参考書等を除く）。
関西大学や大阪市立大学との高大連携で、大学教員による出張授業や大学見学会などを実施。2007年度より希望者を対象に、大学受験対策として「土曜セミナー」を開講している。また学校として、英語検定や漢字検定の受検にも取り組んでいる。
大阪府教育委員会から「府立高校経営革新プロジェクト事業推進校」に指定され、進路指導や生活指導、部活動などに重点をおいている。
校章は、万葉集に歌われた景勝地の高師の浜に建てられた学校として、「水」を図案化。背景に「二双の松葉」を組み合わせ、中央に高石高校の「高」を示す高石市の市章をあしらったデザイン。初代の校長らによる制作という校歌は、詩人の小野十三郎による作詞。川澄健一による作曲。

## 沿革

### 年表
- 1976年（昭和51年） - 4月、大阪府教育委員会事務局に「大阪府立第111高等学校」（仮称）の開校準備室を設置し準備事務を開始。6月10日、第一期工事を開始（この日を創立記念日とする）
- 1977年 - 1月1日、府条例により「大阪府立高石高等学校」設置。4月1日、開校（第1期生552名）

（年表の主な出典は公式サイトの沿革のページ）

## 出身者
- 岡本竜汰 - 俳優・モデル（14期生）
- 松室政哉 - シンガーソングライター
- 秋山準 - プロレスラー
- 水落朋大 - プロ野球審判員
- 渡部悟 - 競艇選手

## 交通
- 南海本線 北助松駅より北西へ約800m（徒歩で約20分）